# Because of You (Kelly Clarkson)
Because of You è un singolo della cantautrice statunitense Kelly Clarkson, pubblicato il 16 agosto 2005 come quarto estratto (terzo per l'Europa) dal secondo album in studio Breakway.
Kelly Clarkson ha ripreso il brano nel 2007, in un duetto con la cantante Reba McEntire per il suo dodicesimo album Reba: Duets.

## Descrizione
La canzone è stata scritta in collaborazione con David Hodges e Ben Moody, entrambi ex componenti degli Evanescence. Clarkson scrisse il testo e la melodia di Because of You quando aveva sedici anni per fronteggiare il disagio emotivo che stava vivendo a causa del divorzio dei suoi genitori. Anni dopo, quando incontrò Moody e Hodges, l'artista chiese loro di aiutarla a perfezionare il brano. I due rimasero colpiti dalla canzone e Ben Moody scrisse la musica dopo essersi incontrato con Clarkson in una stanza d'albergo, dove poi la registrarono su una cassetta.

## Video musicale
Il video musicale, ideato dalla stessa Clarkson e diretto da Vadim Perelman, ha debuttato il 3 ottobre 2005 su Total Request Live. Il video, premiato nel 2006 con un MTV Video Music Award al miglior video di un'artista femminile, è basato sulla storia vera dell'infanzia travagliata di Clarkson (a causa della natura del video, chiese il permesso ai suoi genitori prima di girarlo). È Noel Kennedy a recitare la parte della giovane Kelly Clarkson, mentre il padre è interpretato da Marc Raducci e la madre da Kimberly Patterson. Durante i Grammy Awards 2006, la cantautrice si fece accompagnare al pianoforte proprio dalla piccola Noel Kennedy.

### Sinossi
Il video si apre con una discussione accesa tra Kelly Clarkson e suo marito, durante la quale l’uomo afferra una foto di famiglia, minacciando di distruggerla. Improvvisamente, il tempo si arresta, ma Kelly rimane cosciente e in grado di muoversi. In questo stato sospeso, incontra una versione di sé stessa bambina e, tenendola per mano, rivive alcuni episodi della propria infanzia segnata da conflitti familiari. Tra i momenti rappresentati, emerge un episodio particolarmente significativo: la piccola Clarkson cerca di mostrare un disegno al padre, che tuttavia lo ignora, lasciandolo nel lavandino senza degnarlo di attenzione.
Il punto di massima tensione viene raggiunto quando i genitori iniziano a lanciarsi oggetti, culminando con la decisione del padre di abbandonare la famiglia, nonostante i tentativi della figlia di fermarlo. In seguito, la madre, profondamente provata dalla separazione, assume dei farmaci e si isola, chiudendo la porta in faccia alla figlia.
La narrazione torna quindi al presente: la Clarkson adulta corre verso il momento iniziale in cui il tempo si era fermato, abbracciando il marito e interrompendo la lite, rendendosi conto che la loro figlia stava assistendo alla scena. Con questo gesto, simbolicamente interrompe il ciclo di conflitti familiari ereditato dalla propria infanzia. Il video si conclude con Kelly, il marito e la figlia che ripongono insieme la foto di famiglia al suo posto.

## Tracce
UK/Australian CD maxi single
1. Because of You – 3:42
2. Because of You (Napster live) – 3:30
3. Because of You (Jason Nevins Radio edit) – 3:57
4. Because of You (music video) – 3:30

UK CD single
1. Because of You – 3:42
2. Because of You (Napster live) – 3:30

US digital maxi singles
- 1º novembre 2005

1. Because of You (Jason Nevins Radio Mix) – 3:56
2. Because of You (Jason Nevins Club Mix) – 6:21
3. Because of You (Jason Nevins Club With Intro Breakdown) – 6:20
4. Because of You (Jason Nevins Dub) – 7:50
5. Because of You (Jason Nevins Club Instrumental) – 6:21
6. Because of You (Jason Nevins Radio Mix Instrumental) – 3:56
7. Because of You (Jason Nevins Remix - Acoustic Version Without Strings) – 3:49
8. Because of You (Jason Nevins Acoustic) – 3:49
9. Because of You (Jason Nevins Acapella) – 3:52

- 21 marzo 2006

1. Because of You (Bermudez & Griffin Radio Mix) – 4:04
2. Because of You (Bermudez & Griffin Club Mix) – 7:35
3. Because of You (Bermudez & Griffin Ultimix) – 5:23
4. Because of You (Bermudez & Griffin Trib-a-Pella) – 5:24
5. Because of You (Bermudez & Griffin Club Instrumental) – 7:35
6. Because of You (Bermudez & Griffin Ultimix Instrumental) – 5:23
7. Because of You (Bermudez & Griffin Bonus Beats) – 3:36
8. Because of You (Bermudez & Griffin Radio Mix Instrumental) – 4:04

## Classifiche

### Classifiche settimanali
| Classifica (2005-06) | Posizione massima |
| -------------------- | ----------------- |
| Australia            | 4                 |
| Austria              | 3                 |
| Belgio (Fiandre)     | 5                 |
| Belgio (Vallonia)    | 16                |
| Canada               | 2                 |
| Europa               | 1                 |
| Francia              | 13                |
| Germania             | 4                 |
| Irlanda              | 5                 |
| Italia               | 31                |
| Nuova Zelanda        | 19                |
| Norvegia             | 5                 |
| Paesi Bassi          | 1                 |
| Regno Unito          | 7                 |
| Repubblica Ceca      | 13                |
| Stati Uniti          | 7                 |
| Svezia               | 30                |
| Svizzera             | 1                 |
| Ungheria             | 2                 |

### Classifiche di fine anno
| Classifica (2005) | Posizione |
| ----------------- | --------- |
| Regno Unito       | 103       |
| Stati Uniti       | 72        |
| Classifica (2006) | Posizione |
| Australia         | 58        |
| Austria           | 19        |
| Belgio (Fiandre)  | 22        |
| Belgio (Vallonia) | 48        |
| Europa            | 12        |
| Francia           | 76        |
| Germania          | 19        |
| Italia            | 92        |
| Paesi Bassi       | 55        |
| Regno Unito       | 83        |
| Russia            | 26        |
| Stati Uniti       | 39        |
| Svizzera          | 8         |
| Ungheria          | 11        |

### Classifiche di fine decennio
| Classifica (2000-09) | Posizione |
| -------------------- | --------- |
| Russia               | 175       |